# Габрово (Благоевградская область)
Габрово (болг. Габрово) — село в Благоевградской области Болгарии. Входит в состав общины Благоевград. Находится примерно в 18 км к юго-западу от центра города Благоевград. По данным переписи населения 2011 года, в селе  проживало 36 человек, преобладающая национальность — болгары.

## Население
| Год     | 1934 | 1946 | 1956 | 1965 | 1975 | 1985 | 1992 | 2001 | 2011 |
| ------- | ---- | ---- | ---- | ---- | ---- | ---- | ---- | ---- | ---- |
| Жителей | 798  | 832  | 744  | 443  | 245  | 139  | 94   | 73   | 36   |

|  |